# Mahesh Bhupathi
Mahesh Bhupati, in Tamil மகேஷ் பூபதி, (Chennai, 7 giugno 1974), è un ex tennista indiano specializzato nel doppio, specialità in cui si è aggiudicato 52 tornei ATP, tra cui quattro titoli dello slam.

## Biografia
È stato il primo giocatore indiano, uomo o donna, sia a raggiungere la vetta del ranking mondiale (il 26 aprile 1999), sia a vincere un torneo del Grande Slam (Roland Garros 1997, Doppio Misto in coppia con la giapponese Rika Hiraki).
Ha vinto anche otto titoli dello Slam nel doppio misto (record nel maschile) diventando così l'ottavo giocatore della storia a realizzare il career grand slam della specialità.
Dopo il ritiro è stato capitano non giocatore della squadra indiana di Coppa Davis dal 2017 al 2019.

## Vita privata
Si è sposato due volte; dal 2011 è marito di Lara Dutta, Miss Universo 2000, che gli ha dato una figlia.

## Statistiche

### Doppio

#### Vittorie (52)
| Legenda                                                       |
| Grande Slam (4)                                               |
| Tennis Masters Cup / ATP World Tour Finals (0)                |
| Masters Series / ATP World Tour Master 1000 (16)              |
| ATP International Series Gold / ATP World Tour 500 Series (7) |
| ATP International Series / ATP World Tour 250 Series (24)     |

| Numero | Data              | Torneo                                            | Superficie     | Compagno         | Avversari in finale                    | Punteggio           |
| 1.     | 14 aprile 1997    | Chennai Open, Chennai                             | Cemento        | Leander Paes     | Oleg Ogorodov Eyal Ran                 | 7–6, 7–5            |
| 2.     | 5 maggio 1997     | ATP Praga, Praga                                  | Terra rossa    | Leander Paes     | Petr Luxa David Škoch                  | 6–1, 6–1            |
| 3.     | 4 agosto 1997     | Rogers Cup, Montréal                              | Cemento        | Leander Paes     | Sébastien Lareau Alex O'Brien          | 7–6, 6–3            |
| 4.     | 18 agosto 1997    | Pilot Pen Tennis, New Haven                       | Cemento        | Leander Paes     | Sébastien Lareau Alex O'Brien          | 6–4, 6–7, 6–2       |
| 5.     | 6 ottobre 1997    | China Open, Pechino                               | Cemento indoor | Leander Paes     | Jim Courier Alex O'Brien               | 7–5, 7-6            |
| 6.     | 13 ottobre 1997   | Singapore Open, Singapore                         | Sintetico      | Leander Paes     | Rick Leach Jonathan Stark              | 6–4, 6-4            |
| 7.     | 12 gennaio 1998   | Qatar Open ATP, Doha                              | Cemento        | Leander Paes     | Olivier Delaître Fabrice Santoro       | 6–4, 3–6, 6–4       |
| 8.     | 16 febbraio 1998  | Dubai Tennis Championships, Dubai                 | Cemento        | Leander Paes     | Donald Johnson Francisco Montana       | 6–2, 7–5            |
| 9.     | 13 aprile 1998    | Chennai Open, Chennai (2)                         | Cemento        | Leander Paes     | Olivier Delaître Maks Mirny            | 6–7, 6–3, 6–2       |
| 10.    | 8 maggio 1998     | Internazionali d'Italia, Roma                     | Terra rossa    | Leander Paes     | Ellis Ferreira Rick Leach              | 6–4, 4–6, 7–6       |
| 11.    | 12 ottobre 1998   | Shanghai Open, Shanghai                           | Sintetico      | Leander Paes     | Todd Woodbridge Mark Woodforde         | 6–4, 6–7, 7–6       |
| 12.    | 9 novembre 1998   | Paris Open, Parigi                                | Sintetico      | Leander Paes     | Jacco Eltingh Paul Haarhuis            | 6–4, 6–2            |
| 13.    | 12 aprile 1998    | Chennai Open, Chennai (3)                         | Cemento        | Leander Paes     | Wayne Black Neville Godwin             | 4–6, 7–5, 6–4       |
| 14.    | 7 giugno 1999     | Open di Francia, Parigi                           | Terra rossa    | Leander Paes     | Goran Ivanišević Jeff Tarango          | 6–2, 7–5            |
| 15.    | 5 luglio 1999     | Torneo di Wimbledon, Londra                       | Erba           | Leander Paes     | Paul Haarhuis Jared Palmer             | 6–7, 6–3, 6–4, 7–6  |
| 16.    | 29 maggio 2000    | Internationaler Raiffeisen Grand Prix, St. Pölten | Terra rossa    | Andrew Kratzmann | Andrea Gaudenzi Diego Nargiso          | 7–6, 6–7, 6–4       |
| 17.    | 16 ottobre 2000   | Japan Open Tennis Championships, Tokyo            | Cemento        | Leander Paes     | Michael Hill Jeff Tarango              | 6–4, 6–7, 6–3       |
| 18.    | 30 aprile 2001    | Verizon Tennis Challenge, Atlanta                 | Terra verde    | Leander Paes     | Rick Leach David Macpherson            | 6–3, 7–6            |
| 19.    | 7 maggio 2001     | U.S. Men's Clay Court Championships, Houston      | Terra rossa    | Leander Paes     | Kevin Kim Jim Thomas                   | 7–6, 6–2            |
| 20.    | 11 giugno 2001    | Open di Francia, Parigi (2)                       | Terra rossa    | Leander Paes     | Petr Pála Pavel Vízner                 | 7–6, 6–3            |
| 26.    | 9 settembre 2002  | US Open, New York                                 | Cemento        | Maks Mirny       | Jiří Novák Radek Štěpánek              | 6–3, 3–6, 6–4       |
| 27.    | 14 aprile 2003    | Estoril Open, Estoril                             | Terra rossa    | Maks Mirny       | Lucas Arnold Ker Mariano Hood          | 6–1, 6–2            |
| 28.    | 21 aprile 2003    | Monte Carlo Masters, Monte Carlo                  | Terra rossa    | Maks Mirny       | Michaël Llodra Fabrice Santoro         | 6–4, 3–6, 7–6       |
| 29.    | 11 agosto 2003    | Canada Masters, Montréal                          | Cemento        | Maks Mirny       | Jonas Björkman Todd Woodbridge         | 6–3, 7–6            |
| 30.    | 6 ottobre 2003    | Kremlin Cup, Mosca                                | Sintetico      | Maks Mirny       | Wayne Black Kevin Ullyett              | 6–3, 7–5            |
| 31.    | 20 ottobre 2003   | Madrid Masters, Madrid                            | Cemento (i)    | Maks Mirny       | Wayne Black Kevin Ullyett              | 6–2, 2–6, 6–3       |
| 32.    | 19 gennaio 2004   | Heineken Open, Auckland                           | Cemento        | Fabrice Santoro  | Wayne Black Kevin Ullyett              | 4–6, 7–5, 6–3       |
| 33.    | 8 marzo 2004      | Dubai Tennis Championships, Dubai                 | Cemento        | Fabrice Santoro  | Jonas Björkman Leander Paes            | 6–2, 4–6, 6–4       |
| 34.    | 10 maggio 2004    | Internazionali d'Italia, Roma                     | Terra rossa    | Maks Mirny       | Wayne Arthurs Paul Hanley              | 2–6, 6–3, 6–4       |
| 35.    | 12 luglio 2004    | Swedish Open, Båstad                              | Terra rossa    | Jonas Björkman   | Simon Aspelin Todd Perry               | 4–6, 7–6, 7–6       |
| 36.    | 2 agosto 2004     | Canada Masters, Toronto                           | Cemento        | Leander Paes     | Jonas Björkman Maks Mirny              | 6–4, 6–2            |
| 37.    | 17 gennaio 2005   | Medibank International, Sydney                    | Cemento        | Todd Woodbridge  | Arnaud Clément Michaël Llodra          | 6–3, 6–3            |
| 38.    | 18 settembre 2006 | China Open, Pechino                               | Cemento        | Mario Ančić      | Michael Berrer Kenneth Carlsen         | 6–4, 6–3            |
| 39.    | 2 ottobre 2006    | Kingfisher Airlines Tennis Open, Mumbai           | Cemento        | Mario Ančić      | Rohan Bopanna Mustafa Ghouse           | 6–4, 6–7, [10–8]    |
| 40.    | 12 agosto 2007    | Canada Masters, Montréal                          | Cemento        | Pavel Vízner     | Paul Hanley Kevin Ullyett              | 6–4, 6–4            |
| 41.    | 25 agosto 2007    | Pilot Pen Tennis, New Haven                       | Cemento        | Nenad Zimonjić   | Mariusz Fyrstenberg Marcin Matkowski   | 6–3, 6–3            |
| 42.    | 2 marzo 2008      | RMK Championships, Memphis                        | Cemento (i)    | Mark Knowles     | Sanchai Ratiwatana Sonchat Ratiwatana  | 7–6, 6–2            |
| 43.    | 8 marzo 2008      | Dubai Tennis Championships, Dubai                 | Cemento        | Mark Knowles     | Martin Damm Pavel Vízner               | 7–5, 7–6            |
| 44.    | 18 ottobre 2008   | Swiss Indoors, Basilea                            | Sintetico      | Mark Knowles     | Christopher Kas Philipp Kohlschreiber  | 6–3, 6–3            |
| 45.    | 16 agosto 2009    | Canada Masters, Montréal                          | Cemento        | Mark Knowles     | Maks Mirny Andy Ram                    | 6–4, 6–3            |
| 46.    | 14 novembre 2010  | BNP Paribas Masters, Parigi                       | Cemento (i)    | Maks Mirny       | Mark Knowles Andy Ram                  | 7–5, 7–5            |
| 47.    | 9 gennaio 2011    | Chennai Open, Chennai                             | Cemento        | Leander Paes     | Robin Haase David Martin               | 6–2, 6(3)–7, [10–7] |
| 48.    | 2 aprile 2011     | Sony Ericsson Open, Miami                         | Cemento        | Leander Paes     | Maks Mirny Daniel Nestor               | 6(5)–7, 6–2, [10–5] |
| 49.    | 14 agosto 2011    | Cincinnati Master, Cincinnati                     | Cemento        | Leander Paes     | Michaël Llodra \| Nenad Zimonjić       | 7–6(4), 7–6(2)      |
| 50.    | 3 marzo 2012      | Dubai Tennis Championships, Dubai                 | Cemento        | Rohan Bopanna    | Mariusz Fyrstenberg Marcin Matkowski   | 6-4, 3-6, [10-5]    |
| 51.    | 4 novembre 2012   | BNP Paribas Masters, Parigi                       | Cemento        | Rohan Bopanna    | Aisam-ul-Haq Qureshi Jean-Julien Rojer | 7–6(6), 6-3         |
| 52.    | 2 marzo 2013      | Dubai Tennis Championships, Dubai                 | Cemento        | Michaël Llodra   | Robert Lindstedt Nenad Zimonjić        | 7–6(6), 7–6(6)      |

#### Finali perse (43)
| Legenda                                                       |
| Grande Slam (6)                                               |
| Tennis Masters Cup / ATP World Tour Finals (5)                |
| Masters Series / ATP World Tour Master 1000 (13)              |
| ATP International Series Gold / ATP World Tour 500 Series (7) |
| ATP International Series / ATP World Tour 250 Series (12)     |

| Numero | Data              | Torneo                                          | Superficie       | Compagno         | Avversari in finale                  | Punteggio               |
| 1.     | 28 luglio 1997    | Countrywide Classic, Los Angeles                | Cemento          | Rich Leach       | Sébastien Lareau Alex O'Brien        | 6-7, 6-4                |
| 2.     | 23 novembre 1997  | ATP Tour World Championships, Hartford          | Sintetico indoor | Leander Paes     | Rich Leach Jonathan Stark            | 3-6, 4-6, 6-7           |
| 3.     | 19 ottobre 1998   | Singapore Open, Singapore                       | Sintetico indoor | Leander Paes     | Todd Woodbridge Mark Woodforde       | 2-6, 3-6                |
| 4.     | 2 novembre 1998   | Eurocard Open, Stoccarda                        | Cemento indoor   | Leander Paes     | Sébastien Lareau Alex O'Brien        | 3-6, 6-3, 5-7           |
| 5.     | 1º febbraio 1999  | Australian Open, Melbourne                      | Cemento          | Leander Paes     | Jonas Björkman Patrick Rafter        | 3-6, 6-4, 4-6, 7-6, 4-6 |
| 6.     | 13 settembre 1999 | US Open, New York                               | Cemento          | Leander Paes     | Sébastien Lareau Alex O'Brien        | 6-7, 4-6                |
| 7.     | 15 novembre 1999  | ATP Tour World Championships, Hartford          | Sintetico indoor | Leander Paes     | Sébastien Lareau Alex O'Brien        | 3-6, 2-6, 2-6           |
| 8.     | 19 giugno 2000    | Halle Open, Halle                               | Erba             | David Prinosil   | Nicklas Kulti Mikael Tillström       | 6-7, 6-7                |
| 9.     | 17 dicembre 2000  | Tennis Masters Cup, Bangalore                   | Cemento          | Leander Paes     | Donald Johnson Piet Norval           | 6-7, 3-6, 4-6           |
| 10.    | 20 agosto 2001    | Indianapolis Tennis Championships, Indianapolis | Cemento          | Sébastien Lareau | Mark Knowles Brian MacPhie           | 6-7, 7-5, 4-6           |
| 11.    | 8 ottobre 2001    | Kremlin Cup, Mosca                              | Sintetico indoor | Jeff Tarango     | Maks Mirny Sandon Stolle             | 3-6, 0-6                |
| 12.    | 29 ottobre 2001   | Swiss Indoors, Basilea                          | Sintetico indoor | Leander Paes     | Ellis Ferreira Rich Leach            | 6-7, 4-6                |
| 13.    | 5 novembre 2001   | Paris Masters, Parigi                           | Sintetico indoor | Leander Paes     | Ellis Ferreira Rich Leach            | 6-3, 4-6, 6-3           |
| 14.    | 17 giugno 2002    | Queen's Club Championships, Londra              | Erba             | Maks Mirny       | Waine Black Kevin Ullyett            | 5-7, 3-6                |
| 15.    | 12 agosto 2002    | Cincinnati Masters, Cincinnati                  | Cemento          | Maks Mirny       | James Blake Todd Martin              | 5-7, 3-6                |
| 16.    | 19 agosto 2002    | Indianapolis Tennis Championships, Indianapolis | Cemento          | Maks Mirny       | Mark Knowles Daniel Nestor           | 6-7, 7-6, 4-6           |
| 17.    | 21 ottobre 2002   | Madrid Masters, Madrid                          | Cemento          | Maks Mirny       | Mark Knowles Daniel Nestor           | 3-6, 5-7, 0-6           |
| 18.    | 13 gennaio 2003   | Adidas International, Sydney                    | Cemento          | Joshua Eagle     | Paul Hanley Nathan Healey            | 6-7, 4-6                |
| 19.    | 19 maggio 2003    | Hamburg Masters, Amburgo                        | Terra rossa      | Maks Mirny       | Mark Knowles Daniel Nestor           | 4-6, 6-7                |
| 20.    | 16 giugno 2003    | Queen's Club Championships, Londra              | Erba             | Maks Mirny       | Mark Knowles Daniel Nestor           | 7-5, 4-6, 6-7           |
| 21.    | 7 luglio 2003     | Torneo di Wimbledon, Londra                     | Erba             | Maks Mirny       | Jonas Björkman Tood Woodbridge       | 6-3, 3-6, 6-7, 3-6      |
| 22.    | 13 ottobre 2003   | Vienna Open, Vienna                             | Cemento          | Maks Mirny       | Roger Fededer Yves Allegro           | 6-7, 5-7                |
| 23.    | 18 ottobre 2004   | Kremlin Cup, Mosca                              | Sintetico indoor | Jonas Björkman   | Igor' Andreev Nikolaj Davydenko      | 6-3, 3-6, 4-6           |
| 24.    | 10 gennaio 2005   | Chennai Open, Chennai                           | Cemento          | Jonas Björkman   | Lu Yen-hsun Rainer Schüttler         | 5-7, 6-4, 6-7           |
| 25.    | 5 marzo 2007      | Dubai Tennis Championships, Dubai               | Cemento          | Radek Štěpánek   | Fabrice Santoro Nenad Zimonjić       | 5-7, 7-6, [7-10]        |
| 26.    | 26 marzo 2008     | Sony Ericsson Open, Miami                       | Cemento          | Mark Knowles     | Bob Bryan Mike Bryan                 | 2-6, 2-6                |
| 27.    | 27 aprile 2008    | Monte-Carlo Rolex Masters, Monte-Carlo          | Terra rossa      | Mark Knowles     | Rafael Nadal Tommy Robredo           | 3-6, 3-6                |
| 28.    | 15 giugno 2008    | UNICEF Open, 's-Hertogenbosch                   | Erba             | Leander Paes     | Mario Ančić Jürgen Melzer            | 6-7, 3-6                |
| 29.    | 23 agosto 2008    | Pilot Pen Tennis, New Heaven                    | Cemento          | Mark Knowles     | Marcelo Melo André Sá                | 5-7, 2-6                |
| 30.    | 13 ottobre 2008   | Mutua Madrileña Madrid Open, Madrid             | Cemento          | Mark Knowles     | Mariusz Fyrstenberg Marcin Matkowski | 4-6, 2-6                |
| 31.    | 31 gennaio 2009   | Australian Open, Melbourne                      | Cemento          | Mark Knowles     | Bob Bryan Mike Bryan                 | 6-2, 5-7, 0-6           |
| 32.    | 26 aprile 2009    | Barcelona Open Banco Sabadell, Barcellona       | Terra rossa      | Mark Knowles     | Daniel Nestor Nenad Zimonjić         | 5-7, 7-6, [7-10]        |
| 33.    | 13 settembre 2009 | US Open, New York                               | Cemento          | Mark Knowles     | Lukáš Dlouhý Leander Paes            | 6-3, 3-6, 2-6           |
| 34.    | 3 aprile 2010     | Sony Ericsson Open, Miami                       | Cemento          | Maks Mirny       | Lukáš Dlouhý Leander Paes            | 2-6, 5-7                |
| 35.    | 18 aprile 2010    | Monte-Carlo Rolex Masters, Monte-Carlo          | Terra rossa      | Maks Mirny       | Daniel Nestor Nenad Zimonjić         | 3-6, 0-2, RET           |
| 36.    | 22 agosto 2010    | Western & Southern Open, Cincinnati             | Cemento          | Maks Mirny       | Bob Bryan Mike Bryan                 | 3-6, 4-6                |
| 37.    | 7 novembre 2010   | Open de Tenis Comunidad Valenciana, Valencia    | Indoor           | Mark Knowles     | Andy Murray Jamie Murray             | 6-7, 7-5, [7-10]        |
| 38.    | 28 novembre 2010  | Tennis Masters Cup, Londra                      | Indoor           | Maks Mirny       | Daniel Nestor Nenad Zimonjić         | 6-7, 4-6                |
| 39.    | 29 gennaio 2011   | Australian Open, Melbourne                      | Cemento          | Leander Paes     | Bob Bryan Mike Bryan                 | 3-6, 4-6                |
| 40.    | 12 giugno 2011    | Queen's Club Championships, Londra              | Erba             | Leander Paes     | Bob Bryan Mike Bryan                 | 7-6, 6-7, [6-10]        |
| 41.    | 20 agosto 2012    | Western & Southern Open, Cincinnati             | Cemento          | Rohan Bopanna    | Robert Lindstedt Horia Tecău         | 4-6, 4-6                |
| 42.    | 14 ottobre 2012   | Shanghai Rolex Masters, Shanghai                | Cemento          | Rohan Bopanna    | Leander Paes Radek Štěpánek          | 7-6, 3-6, [5-10]        |
| 43.    | 12 novembre 2012  | Tennis Masters Cup, Londra                      | Indoor           | Rohan Bopanna    | Marcel Granollers Marc López         | 5-7, 6-3,[3-10]         |

### Doppio misto

#### Vittorie (8)
| Tornei del Grande Slam  |
| ----------------------- |
| Australian Open (2)     |
| Open di Francia (2)     |
| Torneo di Wimbledon (2) |
| US Open (2)             |

| N. | Anno | Torneo                         | Superficie  | Compagna           | Avversari in finale                    | Punteggio   |
| 1. | 1997 | Open di Francia, Parigi        | Terra rossa | Rika Hiraki        | Patrick Galbraith Lisa Raymond         | 6–4, 6–1    |
| 2. | 1999 | US Open, New York              | Cemento     | Ai Sugiyama        | Donald Johnson Kimberly Po             | 6–4, 6–4    |
| 3. | 2002 | Torneo di Wimbledon, Londra    | Erba        | Elena Likhovtseva  | Daniela Hantuchová Kevin Ullyett       | 6–2, 7–5    |
| 4. | 2005 | Torneo di Wimbledon, Londra(2) | Erba        | Mary Pierce        | Paul Hanley Tatiana Perebiynis         | 6–4, 6–2    |
| 5. | 2005 | US Open, New York (2)          | Cemento     | Daniela Hantuchová | Katarina Srebotnik Nenad Zimonjić      | 6–4, 6–2    |
| 6. | 2006 | Australian Open, Melbourne     | Cemento     | Martina Hingis     | Elena Likhovtseva Daniel Nestor        | 6–3, 6–3    |
| 7. | 2009 | Australian Open, Melbourne (2) | Cemento     | Sania Mirza        | Nathalie Dechy Andy Ram                | 6–3, 6–1    |
| 8. | 2012 | Open di Francia, Parigi (2)    | Terra rossa | Sania Mirza        | Klaudia Jans-Ignacik Santiago González | 7–6(3), 6–1 |

#### Finali perse (4)
| Tornei del Grande Slam  |
| ----------------------- |
| Australian Open (1)     |
| Open di Francia (1)     |
| Torneo di Wimbledon (2) |
| US Open (0)             |

| N. | Anno | Torneo                          | Superficie  | Compagna          | Avversari in finale          | Punteggio   |
| 1. | 1998 | Torneo di Wimbledon, Londra     | Erba        | Mirjana Lučić     | Serena Williams Maks Mirny   | 4–6, 4–6    |
| 2. | 2003 | Open di Francia, Parigi         | Terra rossa | Elena Likhovtseva | Lisa Raymond Mike Bryan      | 3–6, 4–6    |
| 3. | 2008 | Australian Open, Melbourne      | Cemento     | Sania Mirza       | Sun Tiantian Nenad Zimonjić  | 6(4)–7, 4–6 |
| 4. | 2011 | Torneo di Wimbledon, Londra (2) | Erba        | Elena Vesnina     | Iveta Benešová Jürgen Melzer | 3–6, 2–6    |